# Histoire du droit en France sous la monarchie de Juillet
La monarchie de Juillet est le régime politique gouvernant la France de 1830 à 1848. Ce régime couvre sept législatures, le roi des Français ayant usé de son droit de dissolution parlementaire à six reprises.
Parmi les grandes lois de la monarchie de juillet, il faut distinguer :
- les lois qui ont eu un grand retentissement à l'époque mais qui n'ont eu qu'une existence brève, en particulier les nombreuses lois sur la presse et les lois électorales, nombreuses elles aussi ;
- les lois qui ont eu un retentissement important à l'époque et des conséquences au-delà du régime et qui sont encore ou plus en vigueur actuellement ;
- les lois toujours en vigueur, éventuellement modifiées, mais qui n'ont pas nécessairement été perçues comme importantes à l'époque.

Par ailleurs, certains projets de lois finalement non adoptés ont eu aussi une portée politique notable à l'époque et même des conséquences à plus long terme.

## 1830
- 26 août : Ordonnance rétablissant le Panthéon et sa sécularisation.
- 27 août : Ordonnance rendant au barreau français ses anciennes franchises :
  - Ordonnance reconnaissant à tout avocat inscrit au tableau le droit de concourir, par élection directe, à la nomination des membres du conseil et du bâtonnier de l'ordre, ainsi que le droit de plaider devant toutes les cours et tous les tribunaux du royaume sans avoir besoin d'aucune autorisation
- 31 août Loi relative à la prestation de serment au nouveau régime[2] :
  - Loi qui assujettit tous les fonctionnaires à un serment de fidélité au roi[3].
- 12 septembre Loi relative à la réélection des députés nommés à des fonctions publiques rétribuées :
  - Loi qui fait qu'un député nommé ministre et qui veut retrouver son siège doit se représenter à une élection pour le regagner[4]. Cette loi faisait partie de celles qui avaient été énoncées à la fin de l'acte de révision de la Charte de 1830, au point 3. La gauche réclame toutefois qu'on aille plus loin que ce texte en interdisant la nomination des députés à des fonctions publiques salariées ainsi que la promotion des députés-fonctionnaires pendant la durée de leur mandat ainsi que pendant l'année qui suit la fin de celui-ci. Elle juge cette réforme indispensable à l'assainissement de la vie parlementaire, considérant que la présence à la Chambre de députés-fonctionnaires, soumis au moins en partie à l'influence directe du gouvernement, dénature le régime représentatif. Cette question sera périodiquement relancée sous la monarchie de Juillet, notamment en juin 1840 avec une proposition du député conservateur de Versailles, Ovide de Rémilly, que le second ministère Thiers parvient à faire ajourner.
- 17 septembre : Ordonnance de désignation des membres du Conseil municipal.
- 8 octobre : Loi établissant le jugement par jury des délits de presse : 
  - Loi renforçant la liberté de la presse sous la monarchie de Juillet[5]. Prévue dans l'acte de révision de la Charte du 7 août, au point 1.
- 11 octobre : Loi abolissant celle sur le sacrilège et le vol dans les églises :
  - Loi procédant à l'abolition de la loi du sacrilège qui, depuis 1825, punissait de mort les profanateurs d'hosties consacrées (cette loi n'avait jamais été appliquée)[6].
- 10 décembre : Loi sur la police des afficheurs et crieurs publics.
- 13 décembre :  Loi instituant la croix de Juillet.

## 1831
- 8 février Loi qui admet le culte israélite au nombre des cultes reconnus par l'État :
  - Loi qui reconnaît et met le traitement de ses ministres à la charge du trésor public.
- 16 février Ordonnance supprimant les fleurs de lys sur le sceau de l'État.
- 4 mars :
  - Loi relative aux jurys d'assises : 
    - Loi présentée comme une avancée de la liberté individuelle, la loi réserve la connaissance des faits et la déclaration de culpabilité ou d'innocence aux seuls jurés, à l'exclusion des magistrats professionnels faisant partie de la cour d'assises, dont le nombre est ramené à 3. Elle exige la majorité des deux tiers (8 voix contre 4) pour prononcer une déclaration de culpabilité[7].

  - Loi pour la répression de la traite des nègres.
- 9 mars : Loi créant la légion étrangère[8].
- 21 mars :
  - Loi relative aux conseils municipaux :
    - La Charte de 1830, art. 69, avait prévu qu'une loi créerait « 7° Des institutions départementales et municipales fondées sur un système électif ». Si l'élection des conseils municipaux avait été la règle au lendemain de la Révolution française, le Consulat avait institué de facto un régime de nomination par le chef de l'État ou par le préfet, qui avait été maintenu sous la Restauration. Le projet de loi visant à donner une plus large place à l'élection est présenté à la Chambre des députés le 29 décembre 1830, adopté le 18 février par les députés et le 4 mars par les pairs et promulgué le 21 mars. Lors du débat parlementaire, quelques voix, comme celle du général Lamarque, plaident en faveur du suffrage universel, mais en définitive, la loi maintient un système censitaire, tout en l'élargissant par rapport à celui qui s'applique aux élections législatives. L'assemblée des électeurs communaux comprend les contribuables les plus imposés jusqu'à concurrence de 10 % de la population dans les communes de moins de 1 000 habitants, 5 % dans les communes de 1 000 à 5 000 habitants, 4 % dans les communes de 5 000 à 15 000 habitants et 3 % au-delà. Le droit de vote est également attribué à certaines « capacités » (titulaires de certains diplômes universitaires, magistrats, certains fonctionnaires retraités). Au total, sur une population totale de 32,6 millions d'habitants en 1831, les électeurs communaux sont 2 à 3 millions, dix fois plus nombreux que les électeurs des députés. Dans les petites communes rurales, tous les paysans propriétaires obtiennent aisément le droit de vote. De plus, tous les électeurs sont éligibles (il n'y a pas de cens d'éligibilité). L'assemblée des électeurs communaux élit les conseillers municipaux. Le maire et les adjoints, choisis parmi les conseillers municipaux, restent nommés, par le roi dans les chefs-lieux d'arrondissement et dans toutes les villes de plus de 3 000 habitants, par le préfet dans les autres communes.
- 22 mars : Loi sur la Garde nationale : 
  - L'article 69 de la Charte révisée avait renvoyé à une loi « 5° L'organisation de la garde nationale, avec intervention des gardes nationaux dans le choix de leurs officiers ». Venu en discussion au début décembre 1830, le projet est voté le 5 mars par les députés, le 10 par les pairs, et promulgué le 22. La garde nationale est chargée de défendre la monarchie constitutionnelle, la Charte et les droits qu'elle consacre, pour maintenir l'obéissance aux lois, conserver ou rétablir la paix et l'ordre publics. En revanche, toute délibération prise par la garde nationale sur les affaires de l'État, du département ou de la commune est une atteinte à la liberté publique et un délit contre la chose publique et la Constitution (article 1er). La garde est théoriquement composée de tous les Français âgés de 20 à 60 ans (articles 2 et 9) mais la loi distingue le service ordinaire et le service de réserve (article 19), la répartition entre les deux étant faite par le conseil de recrutement de la commune, qui n'appelle au service ordinaire que ceux qui ont les moyens de supporter les frais d'habillement et d'armement et disposent du temps nécessaire pour le service. Aussi ne trouve-t-on dans le service ordinaire, le seul qui soit effectif, que des hommes aisés : ceci donne à la garde son caractère de milice bourgeoise, rempart des propriétaires contre le désordre. Force civile, elle est organisée dans chaque commune (article 4) et placée sous l'autorité des maires, des préfets et du ministre de l'Intérieur (article 6).
  - Loi relative aux jugements entre l'autorité administrative et les tribunaux :
    - Loi fixant pour le jugement des conflits entre l'autorité administrative et les tribunaux, un délai d'un mois, passé lequel le conflit peut être considéré comme non avenu.
- 10 avril : Loi renforçant les mesures contre les attroupements.
- 19 avril : Loi électorale : 
  - L'article 69 de la Charte révisée a prévu qu'une loi règlerait « 9° l'abolition du double vote et la fixation des conditions électorales et d'éligibilité ». Les débats sur la loi électorale commencent à la Chambre des députés le 22 février 1831. Aux termes de deux mois de débats et après une navette avec la Chambre des pairs, qui se montre plus libérale, la loi du 19 avril 1831 se contente d'abaisser le cens d'électorat de 300 à 200 francs de contributions directes et le cens d'éligibilité de 1 000 à 500 francs. Le nombre d'électeurs passe de moins de 100 000 à 166 000.
- 31 mai : Ordonnance de dissolution de la Chambre des députés.
- 29 décembre : Loi sur la suppression de la pairie héréditaire : 
  - Loi qui supprime l'hérédité à la Chambre des pairs cependant le Roi conserve la faculté de nommer, en nombre illimité, des pairs à vie.

## 1832
- 2 mars : Loi relative à la liste civile :
  - Loi fixant la dotation immobilière et mobilière de la couronne et arrête à 12 millions plus un million pour le prince royal le montant de la dotation annuelle de la liste civile. Voir l'article : Liste civile de Louis-Philippe Ier.
- 21 mars : Loi sur le recrutement militaire et la formation de l'armée : 
  - Loi Soult impose un service militaire de sept années. L’armée est constituée d’appelés incorporés et de conscrits formant la réserve.
- 10 avril : Loi d'exil : 
  - Loi condamnant les membres de la famille de Charles X au bannissement perpétuel.
- 17 avril : Loi apportant divers adoucissements à la contrainte par corps.
- 21 avril : Loi supprimant la loterie royale à compter du 1er janvier 1836 : 
  - Loi adoptée dans un souci de moralisation[réf. nécessaire].
- 28 avril : Loi modifiant le Code pénal et le Code d'instruction criminelle : 
  - Loi préparée par le ministre de la Justice, Félix Barthe, en étroite collaboration avec Louis-Philippe, qui s'y est intéressé de près, c'est l'un des textes les plus importants de la monarchie de Juillet. Il vise à adoucir la loi pénale, le roi jugeant la sévérité des textes napoléoniens peu en accord avec l'évolution de la société :
    - Les quelques châtiments corporels qui avaient été conservés (carcan, marque, mutilation du poing) sont supprimés.
    - La peine de mort est abolie dans neuf cas parmi lesquels le faux-monnayage, le complot non suivi d'attentat, certains cas d'incendie criminel, de meurtre, de vol.
    - Le domaine d'application des circonstances atténuantes est élargi : Une loi du 25 juin 1824 avait introduit les circonstances atténuantes en matière criminelle, mais en laissant le soin de les apprécier aux juges et non aux jurys. Un effet pervers de ce texte a été que des jurys, trouvant le minimum légal de la peine trop élevé et craignant que les juges refusent les circonstances atténuantes, ont prononcé des acquittements jugés scandaleux. La loi reconnaît donc au jury compétence pour accorder les circonstances atténuantes. Si elles sont accordées, le juge prononce une peine inférieure de un à deux degrés.

## 1833
- 24 avril : Loi conférant un nouveau statut aux quatre anciennes colonies de la Martinique, la Guadeloupe, l'île Bourbon et la Guyane : 
  - Loi qui dote chacune de ces colonies d'un conseil colonial, composé de membres élus sur une base censitaire. Sur la proposition du gouverneur de la colonie, ce conseil discute et vote le budget intérieur et détermine l'assiette et la répartition des contributions directes. Les autres établissements coloniaux – les établissements français de l'Inde, le Sénégal, Saint-Pierre-et-Miquelon et l'Algérie – restent sous administration directe du roi par voie d'ordonnances.
- 26 avril : Loi relative à la concession d'un embranchement sur la ligne de chemin de fer d'Andrézieux à Roanne : 
  - Loi qui, en dépit de son objet limité, revêt une importance considérable dans le développement du réseau ferroviaire français car elle comporte deux dispositions qui seront ensuite reprises dans tous les textes ultérieurs : elle fixe à 99 ans la durée de la concession et plafonne les tarifs pratiqués par la compagnie concessionnaire.
- 2 mai : Ordonnance désignant Le Mont-Saint-Michel comme lieu d’exercice de la déportation.
- 22 juin : Loi sur les conseils généraux de département et les conseils d'arrondissement :
  - Loi qui compose ces assemblées locales de conseillers élus au suffrage censitaire, selon un système plus restrictif que pour les conseils municipaux.
- 27 juin : Loi allouant des crédits pour les travaux publics :
  - Loi votée sur la base d'un projet présenté le 29 avril 1833 par Adolphe Thiers, ministre du Commerce et des Travaux publics, cette loi ouvre un crédit de 93 millions, à répartir par tranches annuelles :
    - pour l'achèvement de certains monuments parisiens (17 millions) : Palais Bourbon, Arc de triomphe de l'Étoile, Église de la Madeleine, Panthéon, Muséum, École royale des beaux-arts...
    - pour la construction de canaux (44 millions) ;
    - pour l'achèvement du réseau de routes royales (17 millions) ;
    - pour la construction de routes stratégiques dans l'Ouest (12 millions) ;
    - pour des études de chemin de fer (0,5 million). On[Qui ?] remarque la faiblesse de cette somme. Louis-Philippe n'a porté que peu d'intérêt au développement des chemins de fer, dont il semble ne pas avoir pressenti l'importance économique[réf. nécessaire].
- 28 juin : Loi sur l'enseignement primaire dite Loi Guizot : 
  - Loi majeure du règne de Louis-Philippe Ier. Reposant sur l'idée que l'instruction contribue au progrès général de la société, elle organise l'enseignement primaire au profit des classes populaires autour de deux principes :
    - la liberté de l'enseignement primaire : Tout individu âgé de 18 ans peut exercer librement la profession d'instituteur primaire, à condition d'obtenir un brevet de capacité, délivré à l'issue d'un examen, et de présenter un certificat de moralité.
    - l'organisation d'un enseignement primaire public, intégré au sein de l'Université : Chaque département doit entretenir une école normale d'instituteurs pour la formation des maîtres et chaque commune est tenue d'entretenir une école primaire. La commune peut satisfaire à ses obligations en subventionnant une école primaire confessionnelle établie sur son territoire.

  - Qu'elle soit privée ou publique, l'instruction primaire élémentaire comprend nécessairement « l'instruction morale et religieuse, la lecture, l'écriture, les éléments de la langue française et du calcul, le système légal des poids et mesures » (article 1er).
- 7 juillet : Loi sur l'expropriation pour cause d'utilité publique : 
  - Loi fondamentale pour le développement des réseaux de communications, routes ou chemins de fer et, par voie de conséquence, pour l'accroissement de la prospérité économique. Il simplifie les procédures d'expropriation pour cause d'utilité publique tout en accordant des garanties supplémentaires aux propriétaires expropriés, puisque la fixation de l'indemnité d'expropriation est confiée à un jury de propriétaires.
- 24 août : Ordonnance portant règlement sur le service télégraphique : 
  - Ordonnance qui organise le télégraphe optique (système Chappe) au sein de l'administration du ministère de l'Intérieur. Cette question fait l'objet d'une âpre discussion entre le ministre de la Guerre, le maréchal Soult, et le ministre de l'Intérieur, Adolphe Thiers, qui revendiquent l'un et l'autre la supervision de cette infrastructure stratégique. Les journaux d'opposition, dont les attaques sont relayées par Stendhal, affirment que le ministre, averti avant tout le monde, peut ainsi spéculer avantageusement à la Bourse, et l'on accuse même le roi de se livrer à ce type d'opérations.
- 10 décembre : Ordonnance concernant les haras : 
  - Ordonnance visant, par une meilleure organisation du service des haras, à assurer un meilleur approvisionnement de l'armée, de l'agriculture et des transports. Le texte est à mettre en relation avec la fondation, le 11 novembre 1833, de la Société d'encouragement pour l'amélioration des races de chevaux en France, qui deviendra le Jockey Club en juin 1834.

## 1834
- 16 février : Loi interdisant aux crieurs publics des brochures et journaux l'exercice de leur profession sans autorisation préalable de la municipalité :
  - Loi soumettant à autorisation administrative l'activité des crieurs publics et faisant du défaut d'autorisation un délit justiciable des tribunaux correctionnels et non des jurys d'assises. La loi fait suite à l'invalidation par la justice, en première instance puis en appel, d'un arrêté de 1833 du préfet de police, Henri Gisquet, qui interdisait aux colporteurs vendeurs de journaux, publications et estampes la vente des écrits non autorisés par l'administration. L'opposition dénonce une atteinte à la liberté de la presse et une violation de l'article 69 de la Charte de 1830 garantissant le jugement par jury des délits de presse et des délits politiques, mais la loi est adoptée par 212 voix contre 122. Les sociétés secrètes républicaines, comme la Société des Droits de l'Homme, se voient ainsi privées d'une partie de leurs troupes. Aussi la promulgation de la loi donne-t-elle lieu, pendant plusieurs jours, à des algarades avec la police dans les rues de Paris (Voir l'article Les insurrections d'avril 1834).
- 25 mars : Loi limitant le droit d'association.
- 10 avril : Loi limitant le droit d’association et menaçant d’interdiction les sociétés ouvrières de secours mutuel :
  - L'article 291 du Code pénal de 1810 avait soumis à autorisation du gouvernement toute association de plus de 20 personnes, quel qu'en fût l'objet, tout en subordonnant la constitution du délit à la périodicité des réunions (voir ainsi l'affaire de la goguette de l'Enfer, jugée dans ce contexte). D'autre part, en vertu de l'article 292, en cas de violation de cet article, seuls les dirigeants pouvaient être sanctionnés, et uniquement par des peines d'amendes légères. Les associations républicaines, comme la Société des Droits de l'Homme, étaient parvenues à tourner cette interdiction en se formant en « sections » de moins de 20 personnes.
    - Le projet de loi présenté par le gouvernement visait à durcir ces deux articles en prévoyant qu'ils s'appliqueraient « aux associations de plus de vingt personnes, alors même que ces associations seraient partagées en sections d'un nombre moindre, et qu'elles ne se réuniraient pas tous les jours ou à des jours marqués ». L'autorisation délivrée par le gouvernement serait toujours révocable. Les infractions seraient désormais jugées par les tribunaux correctionnels et passibles d'amende jusqu'à mille francs et de prison jusqu'à un an. Pour respecter l'article 69 de la Charte de 1830, il était précisé que « les délits politiques commis par lesdites associations ser[aient] déférés au jury » mais que, conformément à l'article 28 de la Charte, les attentats contre la sûreté de l'État commis par ces associations pourraient être déférés à la juridiction de la Chambre des pairs. Présenté à la Chambre des députés le 25 février, le projet donne lieu à de vives empoignades entre la majorité et l'opposition. La loi est adoptée par les députés le 26 mars (246 voix contre 154) et par les pairs le 9 avril et promulguée dès le lendemain. La loi du 10 avril 1834 a été abrogée par l'article 21 de la loi du 1er juillet 1901 relative au contrat d'association.
- 19 mai : Loi sur l'état des officiers.
- 24 mai : Loi réprimant les insurrections.
- 25 mai : Ordonnance de dissolution de la Chambre des députés.

## 1835
- 26 février : Ordonnance instituant les inspecteurs de l'école primaire.
- 25 mai : Loi relative à l'administration des biens ruraux des communes, hospices et autres établissements publics.
- 5 juin : Loi sur les caisses d'épargne : 
  - Loi qui crée et organise les caisses d'épargne en France et les autorise à déposer les fonds collectés auprès du public au Trésor public moyennant un intérêt de 4 % par an. Le texte permet de développer l'épargne populaire et de fournir à l'État de l'argent à bon marché.
- 9 juillet : Loi sur les lignes de chemins de fer :
  - Loi encourageant l'établissement de réseaux ferroviaires en France.
- 9 septembre : Loi sur la presse :
  - Trois lois promulguées le même jour visant, au lendemain de l'attentat de Fieschi (28 juillet 1835), à durcir l'arsenal répressif contre les attentats dirigés contre le régime :
    - Le premier texte vise à renforcer les pouvoirs du président de la cour d'assises et du procureur général afin de contrecarrer les manœuvres d'obstruction et les procédés dilatoires des prévenus poursuivis pour rébellion, détention d'armes prohibées ou mouvements insurrectionnels.
    - Le deuxième texte réforme la procédure devant les jurys d'assises en revenant à la majorité simple (7 contre 5) pour prononcer la déclaration de culpabilité.
    - Le troisième texte, considérée par les historiens comme une atteinte importante à la Liberté de la presse, vise à empêcher les discussions sur le roi, la dynastie, la monarchie constitutionnelle, car le gouvernement considère que la presse d'opposition, par ses attaques incessantes contre la personne du roi, a préparé le terrain à l'attentat :
      - Sont désormais passibles de très lourdes peines : la provocation, suivie ou non d'effet, aux crimes contre la personne du roi ou les membres de la famille royale ; l'offense au roi commise par voie de presse lorsqu'elle a pour but d'exciter à la haine ou au mépris de sa personne ou de son autorité constitutionnelle ; l'attaque contre le principe ou la forme du gouvernement établi par la Charte de 1830, lorsqu'elle a pour but d'exciter à la destruction ou au changement du gouvernement ; l'adhésion publique à toute autre forme de gouvernement, soit en attribuant des droits au trône de France aux Bourbons de la branche aînée, aux Bonaparte ou à tout autre que Louis-Philippe Ier et sa descendance, soit en prenant la qualification de républicain ou toute autre incompatible avec la Charte de 1830, soit en exprimant le vœu, l'espoir ou la menace de la destruction de l'ordre monarchique constitutionnel ou de la restauration de la dynastie déchue.
      - Il est interdit aux journaux et écrits périodiques de rendre compte des procès pour outrages ou injures et des procès en diffamation où la preuve des faits diffamatoires n'est pas admise par la loi.
      - Il est interdit aux journaux et écrits périodiques d'ouvrir et d'annoncer publiquement des souscriptions ayant pour objet d'indemniser des amendes prononcées par des condamnations judiciaires.
      - Le cautionnement exigé des gérants de journaux et écrits périodiques est fixé à un niveau très élevé.
      - Aucun dessin, aucune gravure, lithographie, médaille et estampe, aucun emblème ne peuvent être publiés, exposés ou mis en vente sans l'autorisation préalable du ministre de l'Intérieur à Paris et des préfets dans les départements.

## 1836
- 21 mai : 
  - Loi complétant l'abolition de la Loterie royale :
    - Loi qui complète l'abolition de la Loterie royale par l'interdiction de toutes les formes de loteries particulières et des maisons de jeu. Demeurent toutefois autorisés les contrats d'assurance et les tombolas de bienfaisance.

  - Loi relative aux chemins vicinaux : 
    - Loi basée sur un projet élaboré en 1835 par Jean Vatout. Il met à la charge des communes, sous la surveillance des préfets, l'entretien des chemins vicinaux et leur attribue des recettes pour y pourvoir. Des subventions peuvent être allouées par les départements pour les chemins vicinaux de grande communication, reliant plusieurs communes. Ce texte contribuera au développement du réseau routier local français, qui sera l'un des meilleurs au monde au XIXe siècle.
- 9 juillet : 
  - Loi d'établissement de deux lignes de chemin de fer de Paris à Versailles :
    - Loi qui créée deux lignes de chemin de fer, l'une par la rive droite de la Seine et l'autre par la rive gauche.

  - Loi d'établissement d'une ligne de chemin de fer de Montpellier à Sète.
- 23 juillet : Loi incitant les communes à avoir au moins une école primaire pour les filles dite Loi Pelet de Lozère.

## 1837
- 29 mars : Loi sur la liberté de l'enseignement secondaire.
- 31 mars : Loi autorisant le Trésor à déposer à la Caisse des dépôts et consignations les fonds reçus des Caisses d’épargne.
- 1er avril : Loi qui détermine l'autorité des arrêts de la Cour de cassation après deux pourvois.
- 2 mai : Loi sur le monopole de l'État des lignes télégraphiques.
- 4 juillet : Loi relative aux poids et au mesures :
  - Loi qui consacre le système métrique comme obligatoire.
- 18 juillet : Loi sur les attributions des conseils municipaux.
- 3 octobre : Ordonnance de dissolution de la Chambre des députés.
- 22 décembre : Ordonnance instituant la création de « salles d'asile » pour les enfants de deux à six ans :
  - Ordonnance portant création de « salles d'asile » ancêtres des écoles maternelles.

## 1838
- 6 mars : loi concédant le chemin de fer de Strasbourg à Bâle.
- 11 avril : Loi élevant la compétence des tribunaux civils de première instance.
- 10 mai : Loi sur les attributions des conseils généraux et des conseils d'arrondissement : 
  - Loi qui fait du conseil général l'assemblée représentative du département. Le pouvoir exécutif reste entre les mains du préfet, mais le président du conseil général peut s'adresser directement au ministre de l'Intérieur pour faire entendre ses revendications. Le département reçoit de nouvelles compétences en matière d'instruction primaire, d'aliénés, d'enfants trouvés et de voies de communication. Il acquiert la personnalité morale et se voit attribuer la gestion d'une partie du budget du département. Pour autant, son action reste soumise à une étroite tutelle des préfets. La loi est adoptée par la Chambre des députés le 8 mars.
- 25 mai : Loi qui élève la compétence des juges de paix.
- 28 mai : Loi sur les faillites : 
  - Loi qui se substitue dans son ensemble à la réglementation qui résultait du Code de commerce impérial de 1807, dont les défauts étaient unanimement reconnus. Mise en chantier en 1834, elle est votée par la Chambre des députés le 5 avril et durera une cinquantaine d'années, restant comme l'un des monuments législatifs de la monarchie de Juillet.
- 31 mai : Ordonnance sur la comptabilité publique : 
  - Texte important qui est l'œuvre du marquis d'Audiffret et qui sera le fondement du droit financier public jusqu'à sa refonte en 1862[9].
- 30 juin : Loi sur les aliénés :
  - Loi de 1838. Elle a été abrogée par la loi du 27 juin 1990.
- 7 juillet : Loi d'établissement d'une ligne de chemin de fer entre Paris et Dieppe par Rouen et Le Havre.
- 24 août : Ordonnance relative à l'organisation de la Garde municipale de Paris.

## 1839
- 2 février : Ordonnance de dissolution de la Chambre des députés.
- 29 mai : Loi sur la propriété littéraire.
- 26 juillet : Loi d'établissement d'une ligne de chemin de fer de Lille à Dunkerque.
- 3 août : Loi fixant le cadre de l'état-major de l'armée de terre.
- 11 août :
  - Loi d'établissement d'une ligne de chemin de fer de Paris à Versailles et de Paris à Orléans.
  - Loi d'établissement d'une ligne de chemin de fer de Paris au Havre et de Paris à Dieppe.

## 1840
- 18 juin : Loi ordonnant la translation des restes mortels de l’empereur Napoléon :
  - Loi qui ordonne le rapatriement des restes mortels de Napoléon Ier de l’île de Sainte-Hélène à l’église de l’hôtel royal des Invalides de Paris et la construction de son tombeau aux frais de l’État en ouvrant un crédit d'un million de francs pour l'ensemble de cette opération (Voir : Honneurs rendus à la mémoire de Napoléon).
- 3 juillet : Loi sur les sucres : 
  - Loi de compromis car sous l'Empire, la France, pour pallier la perte de son empire colonial, avait développé une industrie métropolitaine de production du sucre de betterave et instauré des taxes sur les importations de sucre de canne pour protéger cette industrie. Mais les traités de 1815 ont rendu à la France ses colonies de la Martinique, la Guadeloupe, La Réunion et ses établissements dans les Indes. En résulte un conflit entre les producteurs métropolitains de sucre de betterave et les planteurs coloniaux, soutenus par les ports et la marine de commerce, dont la prospérité dépend des importations de sucre. Les seconds réclament l'abolition des droits sur les importations de sucre, que récusent les premiers. La loi du 3 juillet 1840 est donc un texte de compromis, qui abaisse les droits sur les sucres coloniaux et fixe à un niveau modéré la taxe sur les sucres nationaux.
- 15 juillet : Loi accordant un prêt de 12 millions à la compagnie du chemin de fer Strasbourg-Bâle :
  - Loi qui accorde un prêt à la compagnie du chemin de fer Strasbourt-Bâle et une garantie d'intérêt de 4 % aux actionnaires de la compagnie du chemin de fer Paris-Orléans.
- 16 juillet : Loi relative à l'établissement de plusieurs lignes de paquebots à vapeur entre la France et l'Amérique : 
  - Loi qui confie l'exploitation de ces lignes soit à des compagnies concessionnaires subventionnées soit assurée en régie directe par l'État.
- 20 juillet : Loi ouvrant des crédits nécessaires à l'achèvement des travaux du canal de la Haute-Seine[10].

## 1841
- 22 mars : Loi relative au travail des enfants employés dans les manufactures, usines et ateliers[11].
- 3 avril : Loi d'extensions des limites de Paris dite Loi de l'enceinte Thiers :  
  - Loi qui étend les limites de Paris dans le cadre de l'affectation d'un crédit de 140 millions de francs pour la création d'une enceinte fortifiée afin de protéger la capitale.
- 3 mai : Loi sur l'expropriation pour cause d'utilité publique, pour l'autorité de la justice.
- 2 juin : Loi apportant de graves modifications au code de procédure civile sur la vente judiciaire des biens immeubles.
- 13 juin : Loi d'établissement d'une ligne de chemin de fer de Bordeaux à La Teste.
- 14 juin : Loi modifiant le code de commerce sur la responsabilité des propriétaires de navires de commerce.
- 17 juin : Loi d'organisation de l'état-major de l'armée navale.
- 25 juin : 
  - Loi sur la vente en détail des marchandises aux enchères, où à cri public.
  - Loi sur la transmission des offices réglant la forme et les droits d'enregistrement des traités.
  - Loi autorisant une émission de rentes 3 %, qui s'éleva à 12,810,245 francs de rente et qui a produit 450,000,000 francs.

## 1842
- 11 juin : Loi relative à l'établissement des grandes lignes de chemin de fer en France.
- 13 juin : Ordonnance de dissolution de la Chambre des députés.
- 30 août : Loi sur la régence :
  - Loi qui exclut les femmes de la régence.

## 1843
- 11 juin : Loi affectant les réserves de l'amortissement restées sans emploi.
- 18 juin : Loi sur les commissaires-priseurs :
  - Loi qui change les tarifs des commissaires-priseurs.

## 1844
- 3 mai : Loi instaurant un permis de chasse :
  - Loi qui interdit la chasse avec des lévriers.
- 5 juillet : Loi sur les brevets d'invention.
- 7 juillet : Loi d'établissement d'une ligne de chemin de fer de Montpellier à Nîmes.
- 26 juillet : 
  - Loi d'établissement d'une ligne de chemin de fer de Paris à la frontière de l'Espagne (entre Tours et Bordeaux).
  - Loi d'établissement d'une ligne de chemin de fer de Paris à la Méditerranée par Lyon (entre Paris et Dijon, Chalon-sur-Saône et Lyon).
  - Loi d'établissement d'une ligne de chemin de fer de Paris à l'Océan Atlantique (par Tours et Nantes).
  - Loi d'établissement d'une ligne de chemin de fer de Paris à l'Ouest de la France (par Chartres, Laval et Rennes).
  - Loi d'établissement d'une ligne de chemin de fer de Paris à l'Angleterre et à la frontière belge (par Calais, Dunkerque et Boulogne-sur-Mer).
  - Loi d'établissement d'une ligne de chemin de fer d'Orléans à Vierzon et de Vierzon à Bourges.
  - Loi d'établissement d'une ligne de chemin de fer de Paris au Centre de la France vers Châteauroux et Limoges (par Bourges et Clermont-Ferrand).
- 2 août : Loi d'établissement d'une ligne de chemin de fer de Paris à la frontière allemande par Nancy et Strasbourg.
- 3 août : Loi relative au droit d'auteur :
  - Loi qui accorde, à la veuve et aux enfants des auteurs d'ouvrages représentés sur un théâtre, le droit garanti par le décret du 5 février 1810 à la veuve et aux enfants des auteurs d'écrits imprimés.
- 5 août : Loi d'établissement d'une ligne de chemin de fer de Paris à Sceaux.
- 4 octobre : Ordonnance réglant le droit de propriété en Algérie et autorisant les expropriations des indigènes.
- 29 décembre : Ordonnance de création d'un Conseil des prud'hommes :
  - Ordonnance qui installe le conseil le 11 mars 1845 au Palais de Justice.

## 1845
- 15 avril : Ordonnance sur l'administration des possessions françaises en Algérie :
  - Ordonnance qui prévoit la division administrative des territoires conquis en trois catégories: civile, mixte, arabe.
- 29 avril : Loi sur le régime des irrigations.
- 21 juin : Loi qui supprime les droits de vacation des juges de paix et augmente leur traitement.
- 22 juin : Loi qui fixe le maximum et le minimum des versements dans les caisses d'épargne.
- 5 juillet : Loi d'établissement d'une ligne de chemin de fer de Lille à la frontière belge.
- 11 juillet : Loi allouant les crédits pour la restauration de Notre-Dame de Paris par Viollet-le-Duc et Lassus.
- 15 juillet : Loi sur la police des chemins de fer.
- 18 juillet : Loi apportant règlement et adoucissement dans le régime de l'esclavage aux colonies :
  - Loi prévoyant l'abolition de l'esclavage mais ne précise ni l'échéance ni les modalités.
- 19 juillet :
  - Loi d'établissement de l’embranchement ferroviaire sur Reims et Metz, sur Dieppe et Fécamp et de Rouen au Havre.
  - Loi d'établissement de l’embranchement ferroviaire d'Aix-en-Provence sur Marseille et Avignon.

## 1846
- 21 juin : 
  - Loi d'établissement d'une ligne de chemin de fer de Dijon sur Mulhouse.
  - Loi sur le développements du réseau ferroviaire de l'Ouest.
- 3 juillet : Loi modifiant le régime de postes :
  - Loi supprimant le décime rural en réduisant la taxe sur les envois de fonds.
- 6 juillet : Ordonnance de dissolution de la Chambre des députés.

## 1847
- 11 juillet : Loi sur le régime des irrigations.
- 9 août : Loi apportant règlement et adoucissement dans le régime de l'esclavage aux colonies :
  - Loi ajoutant aux mesures favorables de la loi du 18 juillet 1845 sur l’esclavage, et institue des cours criminelles chargées de connaître des crimes commis envers et par des esclaves.
- 11 août : Loi relative à la dette :
  - Loi autorisant un emprunt en rentes 3 % (9,966,777 fr. de rentes), avec affectation aux travaux publics extraordinaires, produisit 250 000 000 qui devaient réduire d'autant le chiffre de la dette flottante.